# Lộ Trúc

Vị trí tại Cao Hùng

Lộ Trúc (tiếng Trung: 路竹區; bính âm: Lùzhú Qū) là một khu (quận) của thành phố Cao Hùng, Trung Hoa Dân Quốc (Đài Loan). Quận nằm trên đồng bằng Gia Nam và có độ hình cao dần từ tây sang đông. Diện tích của Lộ Trúc là 48,4348 km², dân số vào tháng 8 năm 2011 là 53.572 người thuộc 16.173 hộ gia đình, mật độ cư trú đạt 1106,1 người/km².